# Chishū Ryū
Chishū Ryū (笠 智衆 Ryū Chishū?, Tamamizu, 13 de mayo de 1904-Yokohama, 16 de marzo de 1993) fue un actor japonés que, durante una carrera de 65 años, apareció en más de 160 películas y alrededor de 90 producciones de televisión.

## Primeros años
Ryū nació en la aldea de Tamamizu, condado de Tamana, una zona rural de la prefectura de Kumamoto en Kyushu, la más al sur y al oeste de las cuatro islas principales de Japón. Su padre era el principal sacerdote de Raishōji (来照寺), un templo de la Escuela Honganji de Budismo de la Tierra Pura. Ryū asistió a la escuela primaria de la aldea y a una escuela secundaria prefectural antes de entrar en el departamento de filosofía india y de ética de la universidad de Tōyō para estudiar Budismo. Sus padres esperaban que sucediera a su padre como sacerdote de Raishōji, pero Ryū no tenía ningún deseo de hacerlo y en 1925 abandonó la universidad y se matriculó en la academia de actuación de la empresa de cine Shōchiku Kamata Studios. Poco después su padre murió y Ryū volvió a casa para asumir el papel de sacerdote. Sin embargo, al medio año el cargo pasó a su hermano mayor y regresó a Kamata.

## Carrera
Durante unos diez años se limitó a participar en piezas y papeles menores, a menudo sin siquiera ser acreditado. Durante este tiempo apareció en catorce películas dirigidas por Yasujirō Ozu, comenzando con la comedia universitaria Dreams of Youth (1928). Su primera gran aparición fue en la película de 1936 de Ozu College is a Nice Place y se hizo su marca como actor en el mismo año en Ozu The Only Son, interpretando a un maestro de escuela de mediana edad fracasado a pesar de que sólo tenía 32 años. Este papel fue significante en su carrera como actor, y comenzó a obtener papeles importantes en películas de otros directores. Interpretó el protagonista de una película de Torajirō Saitō de 1937 llamada Aogeba tōtoshi (仰げば尊 し). Su primer papel principal en una película de Ozu fue en el 1942, con Había un padre (父ありき). En ella interpretó una papel algo extraño: suponía ser el padre de Shūji Sano, que era solamente siete años menor. Era, sin duda, el actor favorito de Ozu: apareció en 52 de sus 54 películas. Tuvo un papel (no siempre el protagonista) en cada una de las películas de posguerra de Ozu, de The Record of a Tenement Gentleman (1947) a An Autumn Afternoon (1962). En 1953 interpretó su papel más famoso de "anciano" en Cuentos de Tokio.
Ryū apareció en más de 100 películas de otros directores. Participó en Veinticuatro ojos de Keisuke Kinoshita (1954) y se encargó de llevar a la pantalla al primer ministro de guerra Kantarō Suzuki en El emperador y el general (1967) de Kihachi Okamoto. En particular, desde 1969 hasta su muerte en 1993 interpretó a un benevolente sacerdote budista en más de cuarenta capítulos de la serie inmensamente popular It's Tough Being a Man (Otoko wa tsurai yo), protagonizada por Kiyoshi Atsumi como el simpático buhonero Tora-san. Ryū parodió este papel en la comedia 1984 de Jūzō Itami El funeral. La última película de Ryū fue It's Tough Being a Man: Torajirō's Youth (1992). (男はつら い よ寅次郎 の 青春: Otoko wa tsurai yo: Torajirō no seishun).

## Acento
Ryū conservó el acento rural del Kumamoto de su niñez a lo largo de toda su vida. Pudo haber sido un obstáculo al principio de su carrera, pero se convirtió en parte de su personalidad en pantalla, ya que denota confiabilidad y honestidad simple. Cuando el columnista Natsuhiko Yamamoto publicó una pieza deliberadamente provocativa llamada "I Can not Stand Chishū Ryū", en la que ridiculizó el acento de Ryu, hubo una reacción furiosa, y su revista Shūkan Shinchō (週刊 新潮) fue inundada con cartas de protesta.